# Lixiviation in situ

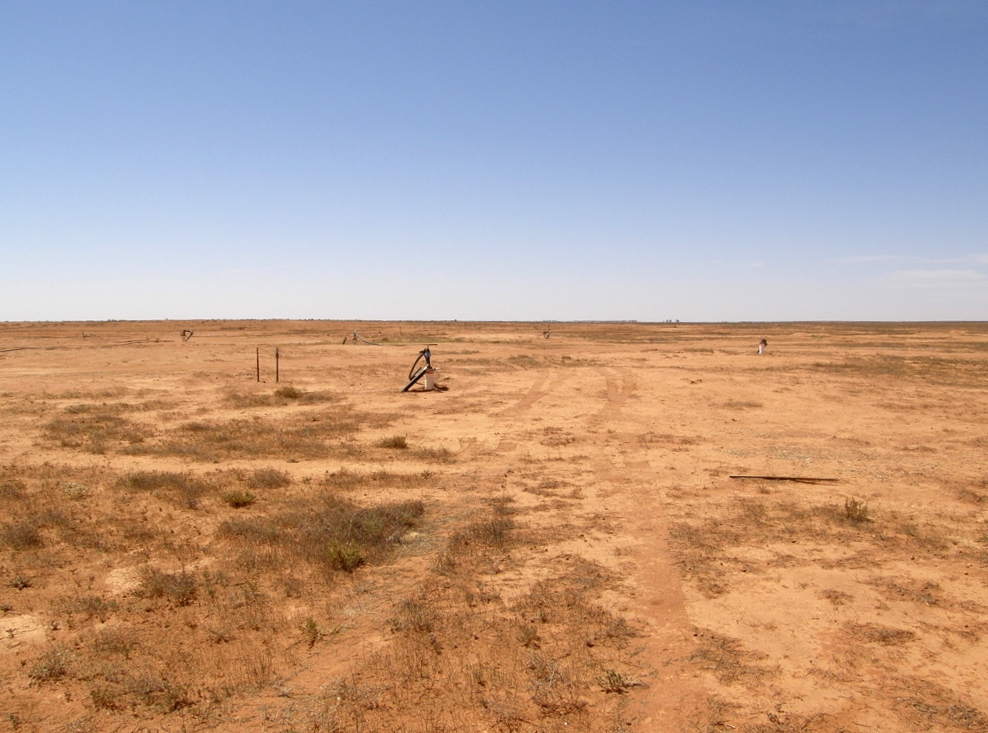
Site pilote de lixiviation in situ pour la mine d'uranium de Honeymoon en Australie.

La lixiviation in situ  (ISL, in-situ leaching en anglais) ou l'extraction par dissolution est une technique de lixiviation employée dans l’industrie minière pour extraire certains métaux (cuivre, uranium…) des minerais présents dans un gisement. Elle consiste à injecter lentement une solution (généralement une solution acide telle que l'acide sulfurique) à travers un minerai par le biais d'un premier forage, puis quelques mois plus tard, les produits dissous par cette solution sont pompés à la surface grâce à un deuxième forage. 
Bien que le paysage soit visuellement très peu marqué par un champ de forage, cette technique présente un risque de contamination des eaux souterraines et des nappes phréatiques, elle est irréversible et rend impossible le rétablissement des conditions des eaux souterraines naturelles après l'achèvement des opérations de lixiviation.
Depuis le début des années 1960, la lixiviation in situ est développée pour l'extraction d'uranium.

## Uranium
La lixiviation in situ  est une technique utilisée pour l'extraction de l'uranium. Elle libère des quantités considérables de gaz radioactif (radon), et produit de grandes quantités de boues et d'effluents contaminés lors de la récupération de l'uranium en phase liquide.
57 % du minerai mondial en 2019 a été extrait avec cette méthode, principalement au Kazakhstan, en Ouzbékistan et aux États-Unis. Cette technique connaît un important développement essentiellement au Kazakhstan. Or, la lixiviation in situ laisse des concentrations élevées de métaux lourds toxiques dans les eaux souterraines. Mais le Kazakhstan est un pays qui possède déjà des zones fortement radio-contaminées autour du Polygone nucléaire de Semipalatinsk, et les responsables de la société minière Kazakh Kazatomprom ne font aucun cas de l'impact de la lixiviation in situ sur l'environnement, ils affirment au contraire que des processus naturels vont nettoyer les sites miniers.

### Allemagne de l'Est
En Allemagne de l'Est, une mine souterraine reconvertie en installation de lixiviation in situ, est exploitée par l'entreprise germano-soviétique Wismut à Königstein près de Dresde jusqu'à la fin de l'année 1990. Elle produit un total de 18 000 tonnes d'uranium, dont 30 % avec une lixiviation in situ à l'acide sulfurique.
Alors que 100 000 tonnes d'acide sulfurique ont été injectées dans le sous-sol, il y reste encore 1,9 million de mètres cubes de lixiviant, et 850 000 m3 circulent encore entre la zone de lixiviation et l'usine d'extraction. Ces effluents sont hautement contaminés, ils dépassent largement les normes sur l'eau potable : cadmium 400x, arsenic 280x, nickel 130x, uranium 83x, etc. Ces effluents représentent un risque non négligeable pour l'aquifère qui alimente la région en eau potable.

### États-Unis
En 1996, les États-Unis ont produit 1 684 tonnes d’uranium par le procédé de lixiviation in situ, ce qui correspond à 93 % de l'uranium produit cette année-là. Les mines sont pour la plupart localisée dans le Wyoming, au Texas et au Nebraska. La lixiviation in situ a été utilisée pendant des années aux États-Unis. Elle laisse des concentrations élevées de métaux lourds toxiques dans les eaux souterraines car, malgré les efforts des entreprises concernées, elles ont échoué à rétablir les eaux souterraines dans l'état où elles étaient avant les opérations de lixiviation.

### République tchèque

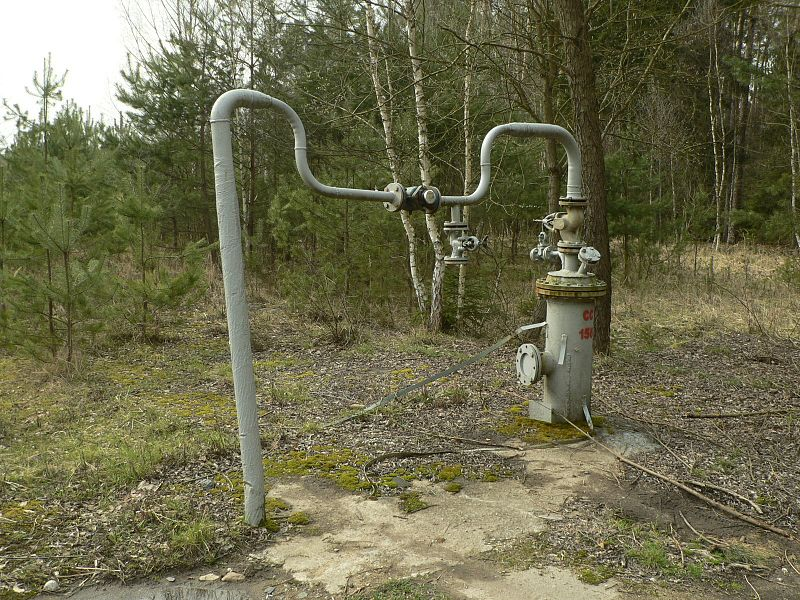
Vestige de l'exploitation d'uranium à Stráž pod Ralskem.

La lixiviation in situ à l'acide sulfurique est utilisée à grande échelle à Stráž pod Ralskem au nord de la Bohème. 9 340 puits forés sur une superficie de 5,6 km2 permettent d'atteindre une production totale de 13 835 tonnes d'uranium en 1994.
Dans la zone de lixiviation, il reste 28,7 millions de mètres cubes d'effluents contaminés, 1,5 million de tonnes de sulphate et 37 500 tonnes d'ammonium.
Les effluents contaminés se sont répandus au-delà de la zone de lixiviation verticalement et horizontalement, ce qui a contaminé une zone de 28 km2 et 235 million de mètres cubes d'eaux souterraines. La contamination de l'eau souterraine menace la réserve d'eau potable de la ville de Mimon, et l'une des réserves de la ville de Liberec. La migration des effluents contaminés est interceptée par une barrière hydraulique constituée par une chaîne de puits alimentée en eau décontaminée.

### Bulgarie
En  Bulgarie, la lixiviation in situ est tout d'abord utilisée dans des mines souterraines. À partir de 1979, elle utilise aussi des puits forés depuis la surface. L'acide sulfurique est l'agent de lixiviation le plus courant. À partir de 1981, la lixiviation in situ est aussi utilisée pour améliorer le rendement de mines souterraines épuisées. En 1990, 70 % de l'uranium est extrait selon le procédé de lixiviation in situ. Dans les années 1991 - 1992, 14 000 puits sont forés dans 15 sites de lixiviation sur une surface totale de 6 km2. La production totale à partir de lixiviation in situ atteint 5 175 tonnes d'uranium en 1994 U.

### Australie
La première mine à lixiviation in situ d'Australie est la mine d'uranium de Beverley en Australie-Méridionale. Elle commence son exploitation en 2000, à 520 km au nord d'Adélaïde, dans la plaine au nord-ouest de Lake Frome. Elle est autorisée à produire 1 000 tonnes par an d'Uranium, et atteint ce niveau en 2004, mais la production décline depuis. Elle appartient à Heathgate Resources Pty Ltd, filiale minière de l'américain General Atomics.

### Kazakhstan
L'exploitation de l'uranium par lixiviation in situ est développée par l'Union soviétique à partir des années 1970. En 2011, le Kazakhstan devient le premier producteur mondial d'uranium, il produit plusieurs dizaines de milliers de tonnes d'uranium par an, quasi-exclusivement avec la technique de lixiviation in situ à l'acide sulfurique.
Selon l'association écologiste Robin Wood, l'extraction de l'uranium par lixiviation in situ affecte la nappe phréatique, et les effets à long terme sont incertains.